# 파트리크 안데르손
파트리크 요나스 안데르손(스웨덴어: Patrik Jonas Andersson, 1971년 8월 18일 ~ )는 스웨덴의 전직 축구 선수로 포지션은 수비수였다. 그의 아버지인 로이 안데르손은 전직 축구 선수였으며 그의 동생인 다니엘 안데르손 또한 축구 선수이다.
1989년 말뫼 FF에 입단했으며 1992년 잉글랜드의 블랙번 로버스로 이적했다. UEFA 유로 1992와 1992년 바르셀로나 하계 올림픽에서 스웨덴 대표로 참가했고 1993년 독일의 보루시아 묀헨글라트바흐로 이적했다. UEFA 유로 1992에서 스웨덴의 4강 진출에 공헌했으며 1994년 FIFA 월드컵에서 스웨덴이 3위를 차지하는 데에 공헌했다.
1999년 바이에른 뮌헨으로 이적했으며 팀의 분데스리가 2회 우승(2000년, 2001년)을 차지하는 데에 공헌했다. UEFA 유로 2000에서는 스웨덴 대표로 출전하였었고 2002년 FIFA 월드컵은 부상으로 본선에 출전하지 못했다. 2001년 스페인의 바르셀로나로 이적했지만 큰 활약을 보여주지 못했고 2004년 말뫼 FF로 이적하면서 스웨덴 무대에 복귀하게 된다. 2005년 시즌 종료와 함께 현역 은퇴를 선언했다.

## 수상

### 클럽
보루시아 묀헨글라트바흐
- DFB-포칼 우승 1회 (1995)

바이에른 뮌헨
- 리가포칼 우승 2회 (1999, 2000)
- 분데스리가 우승 2회 (2000, 2001)
- DFB-포칼 우승 1회 (2000)
- UEFA 챔피언스리그 우승 1회 (2000-01)

말뫼 FF
- 알스벤스칸 우승 1회 (2004)

### 개인
- 굴드볼렌(스웨덴 올해의 축구 선수) 2회 수상 (1995, 2001)